# Luoxi (sockenhuvudort i Kina, Jiangxi Sheng, lat 29,09, long 114,98)
Luoxi är en sockenhuvudort i Kina. Den ligger i provinsen Jiangxi, i den sydöstra delen av landet, omkring 99 kilometer nordväst om provinshuvudstaden Nanchang. Antalet invånare är 12 271. Befolkningen består av 5 995 kvinnor och 6 276 män. Barn under 15 år utgör 16,0 %, vuxna 15-64 år 72 %, och äldre över 65 år 11,0 %.
Runt Luoxi är det ganska tätbefolkat, med 104 invånare per kvadratkilometer. Närmaste större samhälle är Xinning, 20,0 km nordost om Luoxi. I omgivningarna runt Luoxi växer i huvudsak blandskog.
Genomsnittlig årsnederbörd är 2 252 millimeter. Den regnigaste månaden är maj, med i genomsnitt 345 mm nederbörd, och den torraste är januari, med 52 mm nederbörd.